# Polémica en torno a la línea de alta tensión Sama-Velilla

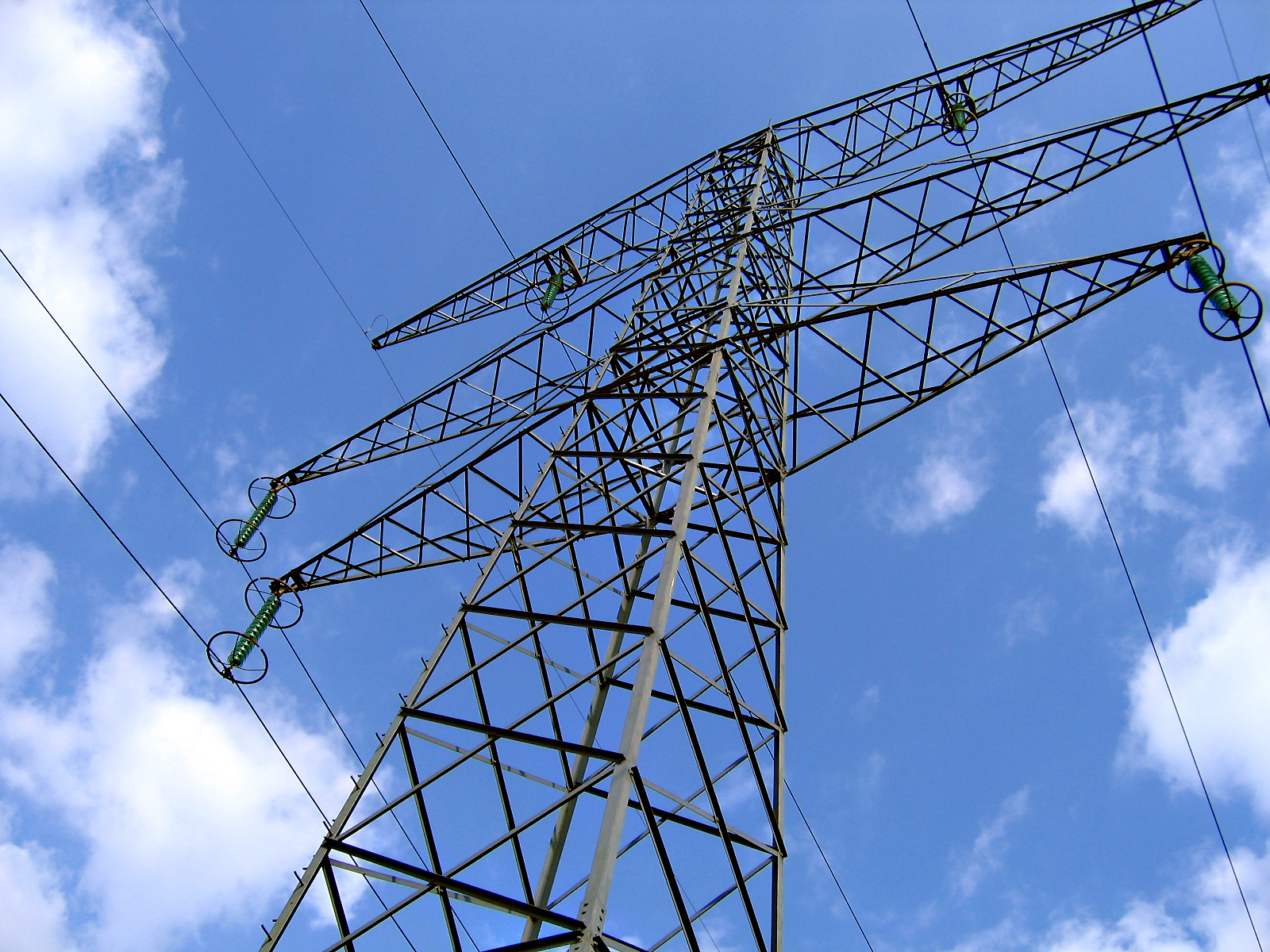
Torre de alta tensión

La polémica en torno a la línea de alta tensión Sama-Velilla hace referencia a la oposición que surgió en las provincias españolas de Asturias, León y Palencia en contra del proyecto de Red Eléctrica de España de construir una línea de alta tensión entre los municipios de Langreo (Asturias) y Velilla del Río Carrión (Palencia) atravesando la Cordillera Cantábrica. 
Dicho proyecto, en desarrollo desde hacía dos décadas, planteaba un doble circuito de 400 kV que conectaría las centrales térmicas de Lada y Velilla, discurriendo durante casi 124 kilómetros por un total de 19 municipios. La razón de la línea venía dada por la necesidad de evacuar los excedentes energéticos fuera de Asturias, pues a los entonces existentes se unirían diversos proyectos de generación planeados para los siguientes años, y las dos líneas existentes resultaban insuficientes.
Sin embargo, desde su publicación y exposición pública en 2007, la oposición al mismo no dejó de crecer y afectó tanto a movimientos ciudadanos, corporaciones municipales, grupos ecologistas y partidos políticos. Así, la totalidad de municipios que atraviesa la línea, las Cortes de Castilla y León, la Diputación de León y PP e IU de Asturias mostraron su rechazo a la misma. En el lado opuesto estaba el gobierno asturiano, que junto con el Ministerio de Industria y REE, defendieron la construcción del tendido eléctrico.
Entre las acciones llevadas a cabo por los opositores tuvieron lugar varias manifestaciones, tanto en Asturias como en León, la comparecencia ante la Comisión Europea y la presentación de 27.000 alegaciones al proyecto, que una vez rechazadas por REE, dieron paso al inicio del proceso judicial, el cual ya consiguió anular el proyecto en 2003. Tras años de oposición y polémica, el 10 de noviembre de 2017 se anunció el cierre de las centrales térmicas de Sama y Velilla del Río Carrión por lo que el proyecto, que uniría ambas, perdía su razón de ser.
|  |

## El proyecto

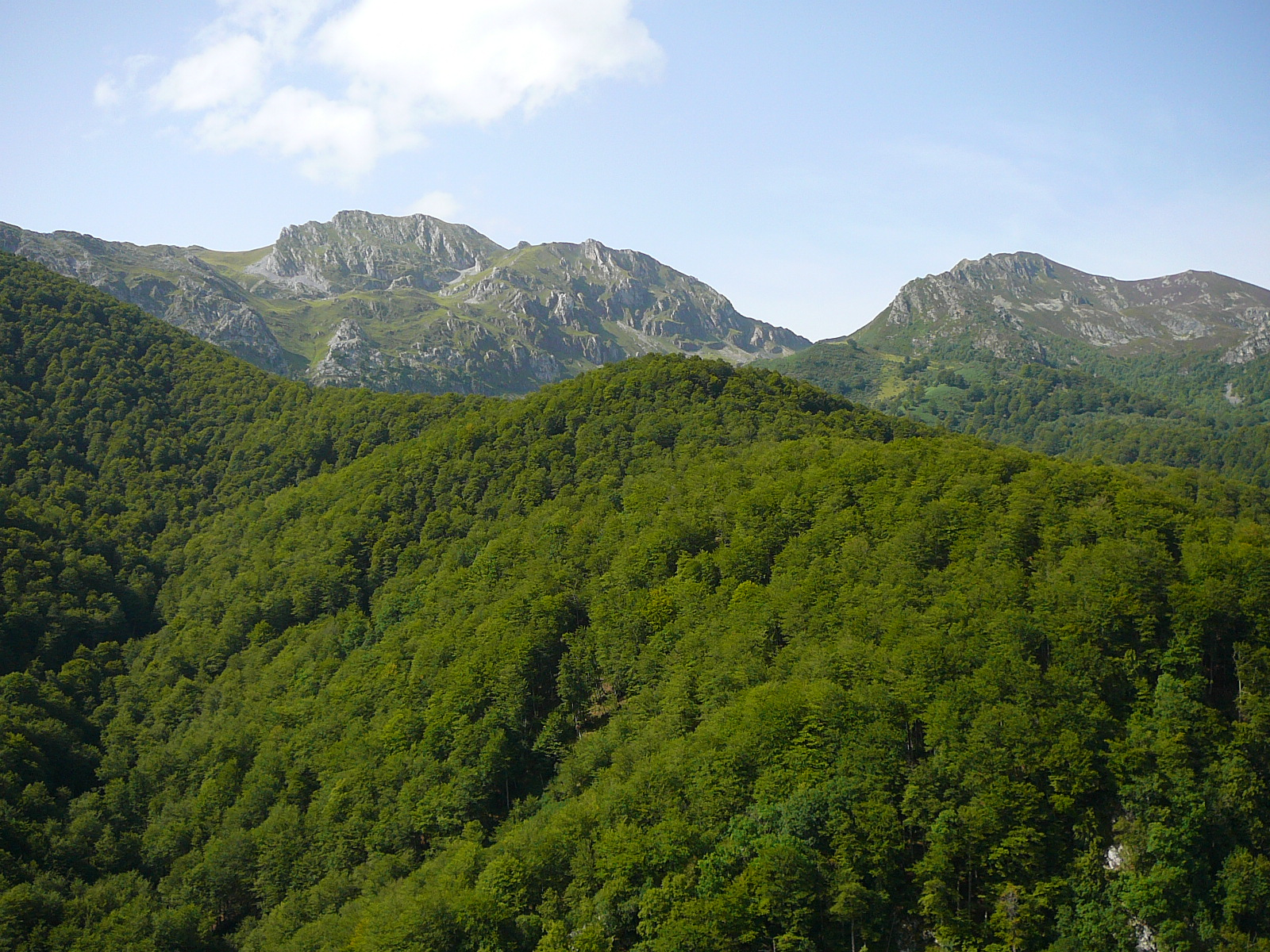
El parque natural de Redes fue la primera zona afectada por la instalación de las torres de alta tensión a principios de siglo

A principios de los años ochenta se oyeron las primeras voces que hablaban de la necesidad de evacuar energía de Asturias. Esa idea tomó forma en 1999, cuando la Dirección General de la Energía aprobaba el proyecto, comenzando las obras en 2000 por la zona en la que se extiende el parque natural de Redes, pero el 29 de octubre de 2003 el Tribunal Superior de Justicia decretaba la anulación del mismo después de meses de lucha en la parte leonesa, tras lo cual REE se vio obligada a buscar alternativas. En 2004 los gobiernos de Asturias y Castilla y León acordaban un nuevo proyecto de ejecución, y al año siguiente el Ministerio de Industria autorizó a REE la instalación de la línea. Esta, de una tensión de 800 KV, uniría la central térmica de Velilla, en Palencia, y la central térmica de Lada, en Asturias.
La línea, presupuestada en 40 millones de euros, tendría una extensión de 123,802 km (de los que 32,397 discurrirían por Asturias, 87,756 por León y otros 3,649 por Palencia) y afectaba a 19 municipios:
| Provincia | Municipio                  |
| --------- | -------------------------- |
| Asturias  | Langreo                    |
| Asturias  | San Martín del Rey Aurelio |
| Asturias  | Laviana                    |
| Asturias  | Aller                      |
| León      | Cebanico                   |
| León      | Cistierna                  |
| León      | La Ercina                  |
| León      | La Pola de Gordón          |
| León      | La Robla                   |
| León      | La Vecilla                 |
| León      | Matallana de Torío         |
| León      | Prado de la Guzpeña        |
| León      | Santa Colomba de Curueño   |
| León      | Valderrueda                |
| León      | Vegacervera                |
| León      | Vegaquemada                |
| León      | Villamanín                 |
| Palencia  | Guardo                     |
| Palencia  | Velilla del Río Carrión    |

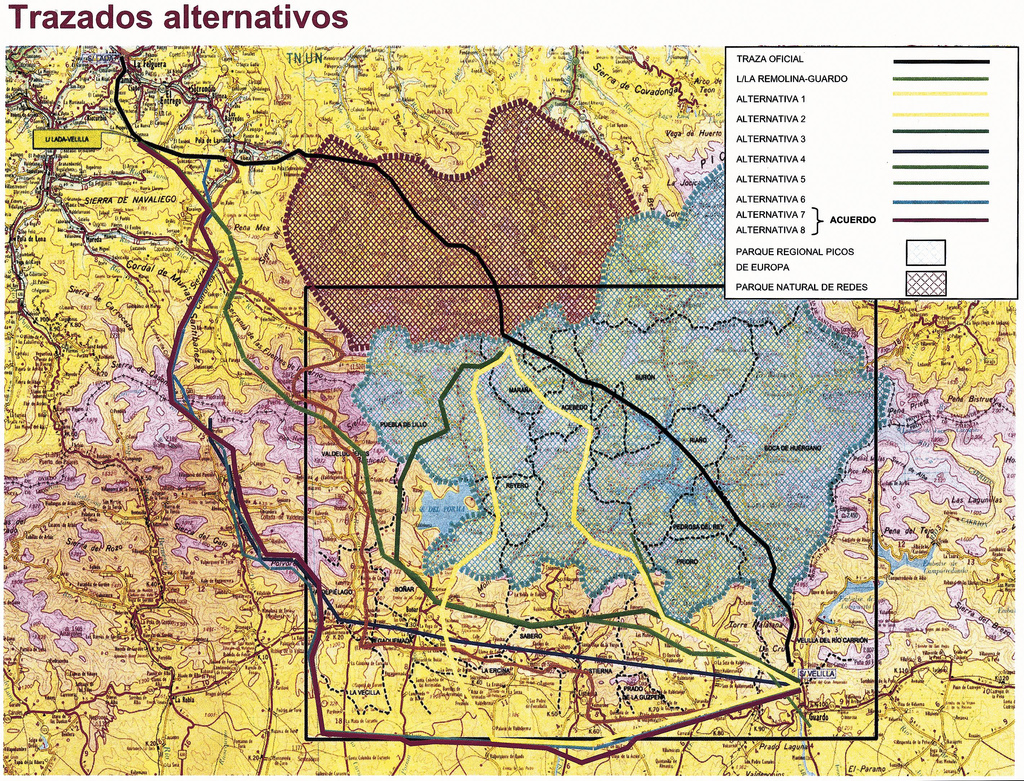
Mapa con los distintos trazados propuestos para el recorrido de la línea

La razón de tal proyecto era la necesidad de contar con otra línea eléctrica que permitiera evacuar los excedentes energéticos fuera del Principado ya que, aparte de la generación existente entonces, estaba previsto invertir 3.000 millones de euros en nuevos planes energéticos con los que se desarrollaría una planta regasificadora y un ciclo combinado en el puerto de El Musel de Gijón, cuatro ciclos combinados más, una planta de carbón en Aboño y más de veinte parques eólicos. Todo ello daría empleo a 12.000 trabajadores que luego se traduciría en la creación de mil puestos de trabajo directos. Para la evacuación de dichos excedentes, el Principado contaba con dos líneas de transporte, Soto-La Robla y Lada-La Robla, de 400 KV cada una, pero que REE consideraba insuficientes ya que, aparte de la alta concentración de generación eléctrica, ambas atravesaban alta montaña y soportaban unas condiciones climáticas adversas y en caso de incidente el Principado podría quedar aislado y elevaría el riesgo de apagón al resto del sistema eléctrico. La misma postura defendía HC Energía, que advertía que futuras inversiones energéticas tendrían que desarrollarse fuera de Asturias, dado que esta no poseería suficiente capacidad para evacuar los excedentes.

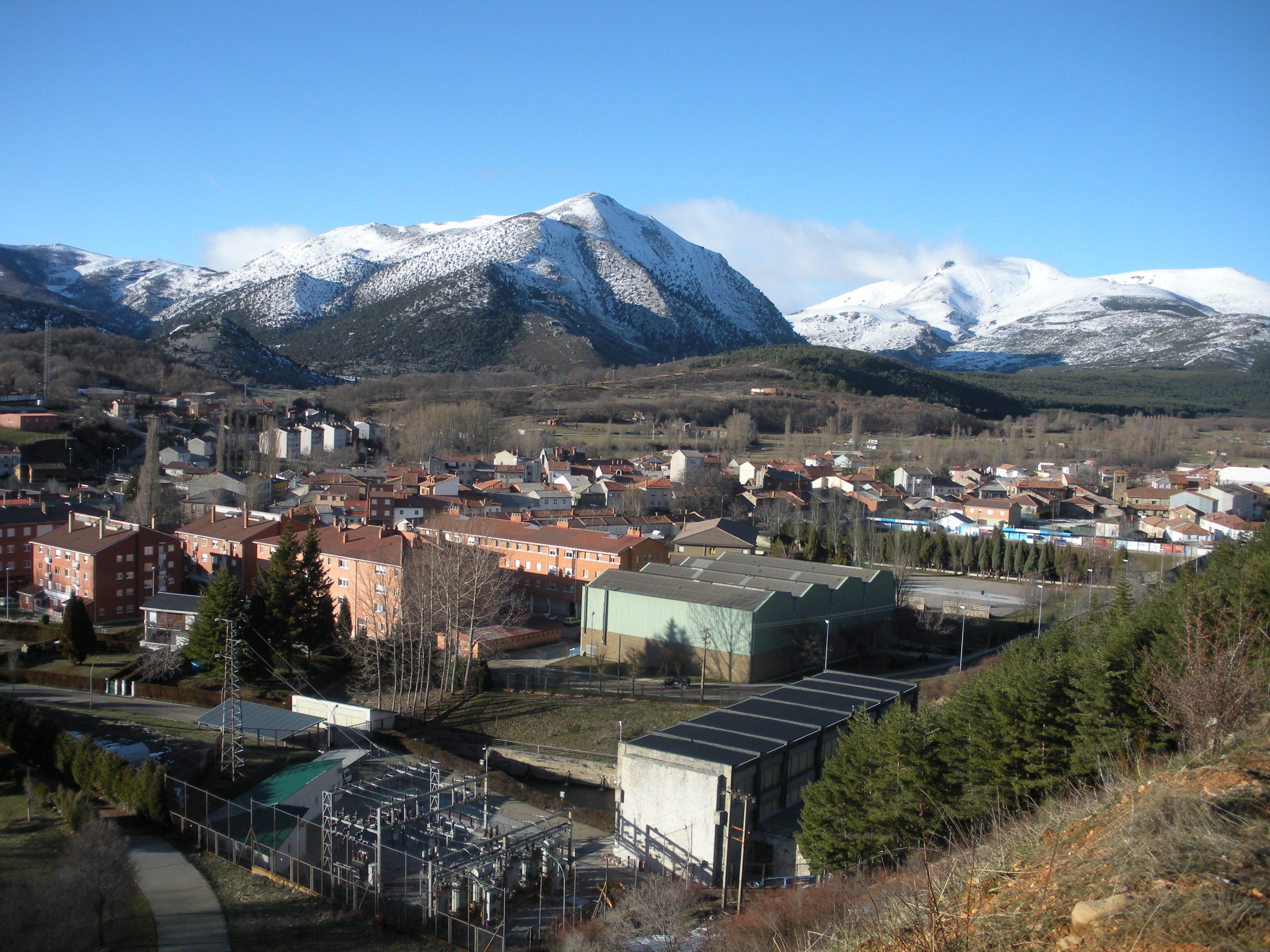
Vista parcial de Velilla del Río Carrión, una de las localidades que uniría la línea eléctrica

Con ese objetivo de evacuación, a la Sama-Velilla se uniría la línea Soto-Penagos, ambos proyectos bloqueados durante dos décadas pero imprescindibles para REE ya que el papel de Asturias en el sistema energético dependía de las dos líneas. Sus previsiones eran que Soto-Penagos estuviera en servicio a finales de 2009 y Sama-Velilla a finales de 2011. Según sus responsables, la Sama-Velilla era importante tanto para Asturias y Castilla y León como para el conjunto del país, teniendo dentro del Plan Energético 2008-2016 una prioridad alta pues permitiría garantizar el suministro y aumentar la capacidad de transporte entre las dos comunidades. Además, se reforzaría la red eléctrica del norte peninsular y se conseguiría un mayor ahorro energético gracias a la reducción de pérdidas de transportes.
En septiembre de 2007, REE entregó el anteproyecto y el estudio de impacto ambiental de la línea a la Delegación del Gobierno en el Principado y en el mes de octubre fue presentado en León, tras lo cual se abrió un periodo de información pública para que los afectados pudieran presentar las posibles alegaciones. Según la empresa, el trazado propuesto era el de menor impacto ambiental ya que evitaba espacios naturales como Redes o Picos de Europa, aunque reconocían que choca continuamente con espacios de interés.

## Polémica

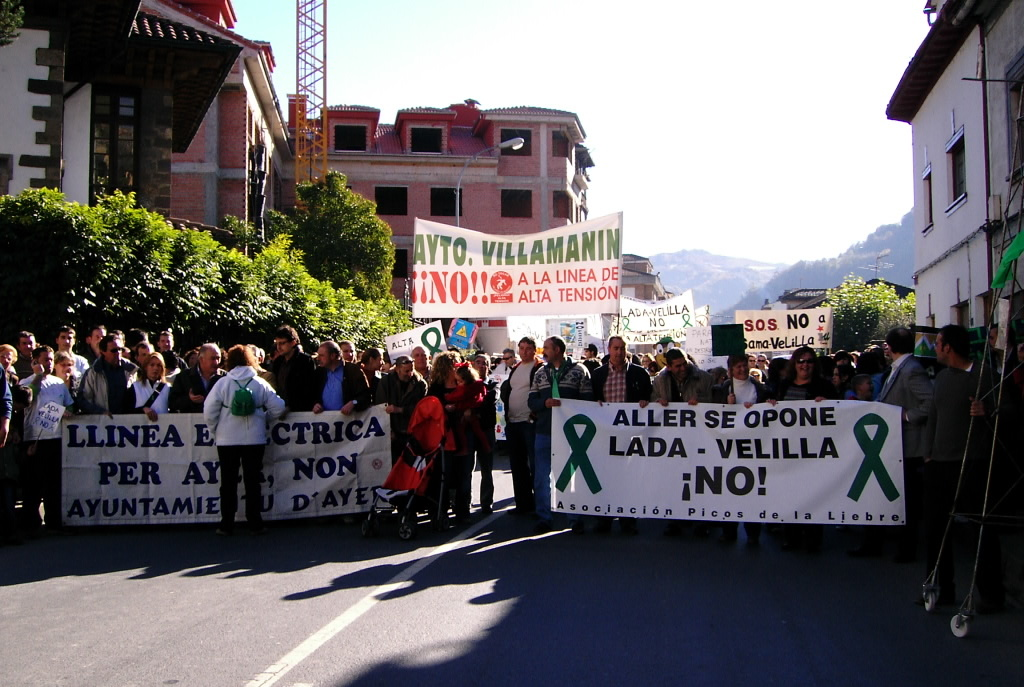
Manifestación en Aller el 10 de noviembre de 2007

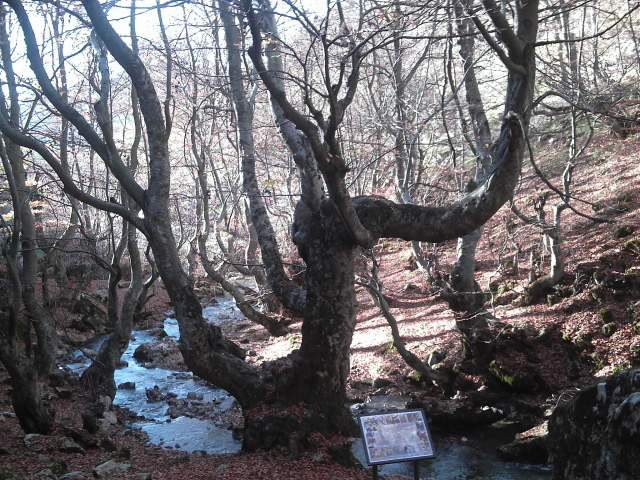
El Faedo de Ciñera es uno de los lugares amenazados por la línea

Aunque la oposición al proyecto comenzó con anterioridad, fue desde 2007, tras conocerse el nuevo trazado previsto por REE, cuando el movimiento adquirió una mayor repercusión:
En Asturias, el municipio de Aller manifestaba ya en septiembre de 2007 su intención de presentar alegaciones al Estudio de Impacto Ambiental presentado por REE ya que, sin entrar a debatir la necesidad de su construcción, argumentaba el daño ambiental que generaría, mientras que la opinión de la gente variaba, ya que si bien para unos era una mejora necesaria en las infraestructuras eléctricas del Principado, otros lo consideraban una agresión al medio ambiente y la salud.
A principios de octubre, tras la publicación en el BOE del anuncio de apertura del periodo de información pública de la declaración de impacto ambiental, diferentes grupos ecologistas, asociaciones y plataformas ciudadanas dejaban clara su intención de presentar alegaciones al proyecto, y ya a finales del mismo mes alrededor de una decena de municipios afectados por el tendido eléctrico presentaron en la Subdelegación del Gobierno en León las primeras alegaciones recogidas en la zona. También en octubre, y convocados por la plataforma Alto Bernesga, unas 2000 personas se manifestaron en Ciñera contra el proyecto de REE.
El 3 de noviembre tuvo lugar otra manifestación en Puente Almuhey a la que acudieron unas 2000 personas incluyendo representantes de distintas asociaciones leonesas y vecinos procedentes de Asturias y Palencia. El 10 de noviembre tuvo lugar en Aller una manifestación en la que participaron unas 5000 personas tanto de Asturias como de León, y el 22 de noviembre una delegación de la oposición a la Sama-Velilla compareció ante la Comisión Europea. Dos días después, el 24 de noviembre, se celebró una manifestación en la capital leonesa a la que acudieron entre 3500 y 10 000 personas, según las fuentes, pertenecientes a más de 300 asociaciones. La marcha concluyó a las puertas de la delegación de la Junta donde se llevó a cabo una sentada de protesta antes de la lectura del manifiesto a cargo del escritor Jesús Díaz.
El conflicto fue adquiriendo repercusión en los medios de información y llegó a televisión siendo el tema central de uno de los reportajes del programa El escarabajo verde, que emitía La 2. Uno de los puntos tratados en dicho reportaje fue el Faedo de Ciñera, elegido el Bosque Mejor Cuidado de España y cuyo paraje estaba amenazado por el trazado de la línea.
A principios de 2008 se cumplió el plazo de alegaciones al proyecto siendo un total de 25.000. En febrero, la plataforma ciudadana contra la línea se unió a distintos colectivos de Valladolid, León, Cantabria, Valencia y Cataluña afectados también por infraestructuras eléctricas, con el objetivo de coordinar su labor frente a distintas líneas de alta tensión. Todas ellos pidieron una revisión de los trazados previstos porque provocarían daños tanto a la salud como al medio ambiente, mientras que la Diputación de León aprobaba unánimemente el rechazo al trazado del tendido eléctrico argumentando el daño medioambiental que sufriría la zona que atravesaba y ofrecía asesoramiento jurídico a la hora de luchar por la vía judicial contra el proyecto.
A principios de marzo hubo nuevas movilizaciones y así diferentes colectivos se manifestaron frente a la sede de la Presidencia del Principado de Asturias en contra de los proyectos de alta tensión y en León se formó una cadena humana cuyo objetivo era hacer visible su oposición a la línea eléctrica. A finales del mismo mes, REE rechazaba las primeras alegaciones al proyecto, en concreto las enviadas por el ayuntamiento de Villamanín.
El 1 de junio de 2008 distintas plataformas y asociaciones se manifestaron en Cistierna como respuesta a la aprobación del Plan Eléctrico 2008-2016, el cual favorecería la construcción del tendido eléctrico, y en julio tuvo lugar en Oviedo un encuentro entre los presidentes de Asturias y Castilla y León, Vicente Álvarez Areces y Juan Vicente Herrera, en el que mostraron su apoyo a la línea eléctrica, y mientras el primero aseguraba que la Sama-Velilla era irreversible, el segundo era partidario de alcanzar un acuerdo entre Gobierno y REE.
Pasado el verano, afectados por la línea anunciaban futuras movilizaciones tras la confirmación de que REE había contestado los miles de alegaciones, rechazando todos los argumentos que estas esgrimían, y las había remitido a los organismos oficiales y no directamente a los titulares de las reclamaciones. Entre esas actuaciones estaba la de llevar a cabo una campaña informativa en toda la zona afectada y una campaña de recogida de fondos cuyo objetivo era poder sufragar los servicios jurídicos necesarios para intentar paralizar el proyecto de REE.

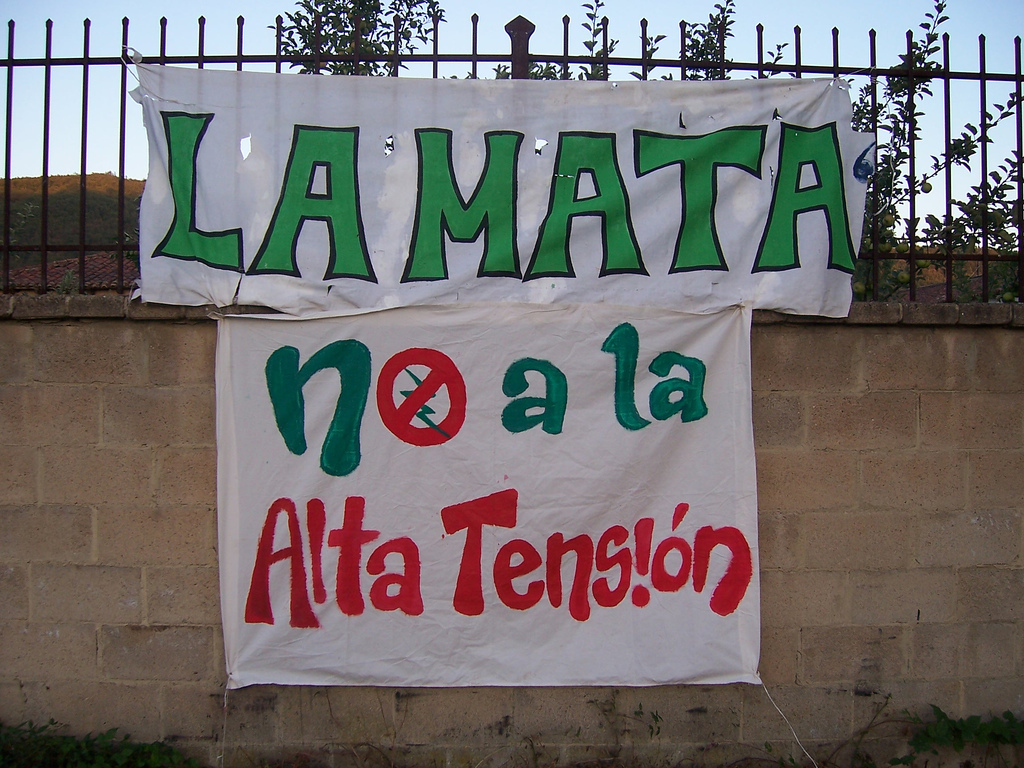
Pancarta de protesta en la localidad leonesa de La Mata de Curueño

El 6 de enero de 2009, más de 200 personas, entre ellas varios alcaldes de municipios afectados, se manifestaron en Sopeña de Curueño contra el proyecto, acto en el que estuvieron presentes las cámaras de TVE del programa España Directo, dando a conocer a nivel nacional la polémica sobre el tendido eléctrico.
En mayo los distintos colectivos contrarios a la línea pedían explicaciones al Gobierno central ya que el periodo de respuesta a las alegaciones había concluido y aún no había tenido lugar ningún tipo de explicación por parte del Ejecutivo. Por su parte, el presidente de REE, Luis Atienza, declaraba que las alegaciones habían sido ya enviadas a los ministerios y estaban a la espera de que se aprobase la declaración de impacto ambiental para poder iniciar los trabajos y cumplir con el plazo fijado de 2011.
En agosto las diferentes asociaciones opuestas al proyecto, tanto de Asturias como de León, se unieron en un único movimiento con el objetivo de hacer más operativa la oposición; al acto, en el que se leyó un comunicado de Juan José Badiola, acudieron personalidades contrarias a la línea como Ángeles Caso, Julio Llamazares o Julio Lago.
El 6 de octubre de 2009 las Cortes de Castilla y León mostraban por unanimidad su oposición al proyecto tras una proposición hecha por el Grupo Mixto, dejando prácticamente la última palabra sobre el tema al Gobierno central, el cual estaba pendiente de emitir la declaración de impacto ambiental. Asimismo, varios expertos se reunieron en la Universidad de León mostrando su oposición al proyecto de REE por motivos económicos, ya que según ellos en España hay suficiente capacidad de generación de energía, y medioambientales, puesto que perjudicaría seriamente al urogallo y al oso pardo, ambas especies en peligro de extinción. En relación con este último, la Fundación Oso Pardo rechazaba el Estudio de Impacto Ambiental sobre la futura línea al considerar que presentaba deficiencias y no contaba con el oso pardo y su hábitat.
En febrero de 2010, a la vez que se daba a conocer que el movimiento cívico contra la línea aglutinaba ya a 155 colectivos, el presidente de REE, Luis Atienza, reconocía que debido a la oposición surgida, la cual ya cumplía cinco años, el proyecto estaba atascado y no iba a ser posible cumplir los plazos previstos.
En marzo, la Junta de Castilla y León proponía como alternativa a la línea utilizar los corredores ya existentes para evitar nuevos daños a las zonas afectadas por el proyecto; esto implicaba usar la línea Lada-La Robla-Velilla, que atraviesa el puerto de Pajares, reforzando la estructura existente. Sin embargo, tanto la oposición a la línea, que reiteró que tal proyecto era innecesario fuese por un trazado u otro, como REE, que mantenía su proyecto original y aseguraba que la idea de la Junta estaba fuera de plazo, rechazaron tal propuesta.
En su visita a León el 1 de mayo, el entonces presidente del gobierno José Luis Rodríguez Zapatero, a pesar de reconocer que el trazado de la línea planteaba problemas en la montaña leonesa, la justificó y defendió en pro del desarrollo energético e industrial del país, mientras que el director general de transporte de REE reconocía que en ese momento era imposible dar plazos debido a que aún se esperaba el estudio de impacto ambiental y las dificultades que tendría la tramitación por las 27.000 alegaciones.
En junio, un informe del economista y profesor Julio Lago, elaborado a partir del mapa de producción y generación de energía eléctrica en España, argumentaba lo innecesario de la línea eléctrica pues, frente a su justificación por la garantía del suministro y la seguridad en las redes eléctricas, los datos mostraban una generación peninsular de 93.000 megavatios mientras que el consumo era de 35.000, y meses más tarde afirmaba que la necesidad de nuevos tendidos eléctricos debía obedecer a razones de desarrollo industrial en el Principado, pues el suministro eléctrico actual es suficiente gracias a las tres líneas de 400 kilovoltios y a las tres de 220 kilovoltios existentes.
En agosto de 2010 el Ministerio de Medio Ambiente y Medio Rural y Marino de España comenzó a contestar a las 27.000 alegaciones presentadas contra la línea dos años antes, y a finales de mes, REE mostraba los avances en la construcción de las líneas Soto-Penagos y Pesoz-Salas, con el objetivo de evacuar la energía a través de ellas debido al retraso en el desarrollo de la Sama-Velilla, a lo que se añadía la paralización producida por la crisis económica de los proyectos de generación de energía previstos para el Principado.
A principios de 2011 se cumplía un año desde que el Ministerio de Medio Ambiente recibió la documentación previa a la declaración de impacto ambiental, cuando entonces el plazo que tenía era de tres meses. La interrupción de los plazos vino determinada por el alto número de alegaciones presentadas, a lo que la plataforma contraria al proyecto sumaba el periodo electoral previo a las elecciones de 2011 y el alto número de detractores del mismo.
En febrero, la empresa Iberdrola anunciaba su renuncia a impulsar una central de ciclo combinado en Lada debido a la imposibilidad de evacuar la energía a la red de transporte, ligada al bloqueo de la Sama-Velilla. mientras que desde el Gobierno del Principado se marcaba 2014 como posible fecha para la puesta en funcionamiento de la línea a la vez que se acusaba el rechazo del PP al proyecto a la utilización partidista del mismo. En abril, el Ministerio de Medio Ambiente solicitó nuevos informes sobre los elementos sustentantes de la línea así como los accesos a los mismos, lo que mantendría bloqueada la declaración de impacto ambiental tras el análisis de las 27.000 alegaciones.
En 2012, el proyecto continuaba en fase administrativa, con los promotores a la espera de un estudio de impacto ambiental que permitiera el inicio de las obras. A este respecto, en octubre el Gobierno central afirmaba que mantenía el proyecto de la línea como de interés general pues «ayudaría a regular los flujos de potencia que tienen que ser transportados entre Castilla y León y Asturias, mejoraría la calidad y seguridad del suministro en la zona y reforzaría eléctricamente las necesidades actuales y futuras de desarrollo de la comarca», mientras que la oposición reiteraba que «la zona tenía sobrecapacidad eléctrica y no había motivos que justificasen la falta de calidad del suministro a la que hacía alusión el Gobierno.
En 2013 el gobierno asturiano insistió de nuevo en que el proyecto de la línea era prioritario y pidió al Ministerio de Industria, Energía y Turismo que lo incluyese en el futuro Plan Nacional de Infraestructuras Energéticas, pero el gobierno central aplazó su ejecución, en el marco de la planificación 2008-2016, al no considerarla urgente.
En verano de 2014, REE aseguraba que el proyecto seguía a la espera de su aprobación por parte del Ministerio; así mismo, desmentía el diseño de un nuevo trazado alternativo a través de Pajares hasta La Robla y desde ahí hasta Guardo. Sin embargo, tanto el Ministerio como el Principado ofrecían la posibilidad de una alternativa a través de Pajares ya que, tras la aprobación de un nuevo plan de gestión del parque natural de Las Ubiñas, se permitiría la construcción de líneas de alta tensión en el corredor entre el puerto de Pajares y el valle del Huerna.
En abril de 2016, el director de Operación de Red Eléctrica Española, Miguel Duvison, señaló que la línea ya no era una prioridad debido al contexto de recortes presupuestarios, la falta de desarrollo de los ciclos combinados previstos en Asturias y el impulso de la energía eólica en Castilla y León.
Finalmente, el 10 de noviembre de 2017 se anunció el cierre definitivo de las centrales térmicas de Sama, en Asturias, y Velilla del Río Carrión, en Palencia, por lo que el proyecto de la línea de alta tensión para conectar ambas perdía su razón de ser.